# BGV (POLYSICSの映像作品)
『BGV』（ビージーブイ）は、日本のロックバンド、POLYSICSのライブビデオ。2000年1月26日にDECKREC からリリース。

## 概要
- POLYSICSの2作目のライブビデオである。VHSテープでのみ展開。VHS作品として、またインディーからのライブビデオとしては最後の作品となる。
- 1999年12月3日にCLUB QUATTROにて行われたライブの模様を収録。ライブアルバム『LIVE IN JAPAN』にも同日の模様が収録されている。
- 映像は純粋なライブのみを収録されているわけではなく、随所に映像加工がなされている。
- 本作収録曲の中で唯一「PONY RIDE ON」のみスタジオ音源が存在しないが、後にアルバム「We ate the machine」にて「ポニーとライオン」として改変され、発表されることになる。

## 収録曲
| #   | タイトル                   | 作詞 | 作曲・編曲 |
| --- | -------------------------- | ---- | ---------- |
| 1.  | 「A・D・S・R・M!」         |      |            |
| 2.  | 「Poly-Farm」              |      |            |
| 3.  | 「Hot Stuff」              |      |            |
| 4.  | 「Married To A Frenchman」 |      |            |
| 5.  | 「MS-17」                  |      |            |
| 6.  | 「Nice」                   |      |            |
| 7.  | 「PONY RIDE ON」           |      |            |
| 8.  | 「TIME SHOCK!」            |      |            |
| 9.  | 「T・RIANGLE」             |      |            |
| 10. | 「Pike」                   |      |            |
| 11. | 「BUGGIE TECHINICA」       |      |            |
| 12. | 「Modern」                 |      |            |
| 13. | 「AT-AT」                  |      |            |